# Langkir
Langkir is een bestuurslaag in het regentschap Rembang van de provincie Midden-Java, Indonesië. Langkir telt 639 inwoners (volkstelling 2010).